# Mikołaj z Oresme
Mikołaj Oresme, także Nicole Oresme lub Nicolas d’Oresmus (ur. około 1320 w Allemagne k. Caen, zm. 11 lipca 1382 w Lisieux) – francuski duchowny katolicki i uczony: filozof, matematyk, fizyk, astronom oraz ekonomista; biskup Lisieux i doradca króla Karola V Mądrego. Ponadto był uznanym tłumaczem i komentatorem dzieł Arystotelesa, m.in. jako pierwszy przetłumaczył na łacinę Etykę nikomachejską.
Do jego osiągnięć zalicza się:
- stworzenie francuskiej terminologii naukowej,
- w matematyce – wprowadzenie potęgi o wykładniku ułamkowym i udowodnienie rozbieżności szeregu harmonicznego,
- w astronomii – koncepcję dobowego ruchu Ziemi,
- w ekonomii – pionierskie prace na temat teorii pieniądza.